# The Heavy
The Heavy przebojowy zespół indie rock. Muzycy twierdzą, że pochodzą z Noid w Anglii, rzekomo małej osady niedaleko Bath. Jednak miejsce o takiej nazwie nie istnieje. Możliwym wyjaśnieniem może być to, że muzycy prawdopodobnie nie chcą ujawniać swojego prawdziwego miejsca pochodzenia.

## Historia
Gitarzysta Dan Taylor i wokalista Kelvin Swaby, podstawa zespołu, zostali przyjaciółmi w 1990 roku, gdy zainteresowali się starymi rytmami R&B i filmami Jima Jarmuscha. Pozostali członkowie zespołu to perkusista Chris Ellul i basista Spencer Page.
Grupa wydała dwa single w 2007 roku. Pierwszy z nich - „That Kind of Man” - został nagrany i zmiksowany przez Corina Dingleya (pierwszego perkusistę) w studiu Alpha i wydany przez Don't Touch Recordings zanim Ninja Tune usłyszeli i natychmiast podpisali z zespołem kontrakt. Pierwszy album The Heavy Great Vengeance and Furious Fire ukazał się 17 września 2007 roku w Wielkiej Brytanii oraz 8 kwietnia 2008 roku w USA.
26 marca 2008 byli gwiazdą dnia w magazynie Spin. Wspomniano o nich również w piśmie Rolling Stone w maju 2008. W tym samym roku zagrali na festiwalu South By Southwest i zdobyli nagrodę w kategorii Best Discovery magazynu Spin.
Pojawili się w 2009 roku na albumie Johnny Cash Remixed z własną wersją "Doing My Time". W październiku 2009 wytwórnia Ninja Tune wydała ich drugi album - The House That Dirt Built. Utwór "How You Like Me Now?" z tego albumu został użyty w reklamie samochodu Kia Sorento, która była emitowana podczas rozgrywek Super Bowl 2010. Utworu użyto również w filmie The Fighter, w którym wystąpili Christian Bale i Mark Wahlberg.

## Styl muzyczny
The Heavy łączą gitarowy neo soul i rock, używając rzężących gitar, funkowych trąbek i wokali stylizowanych na Jamesa Browna. Ich utwory zawierają wiele różnych stylów: na przykład sekcja trąbek w "Sixteen" pochodzi z utworu "I Put a Spell on You", Screamin' Jay Hawkinsa. W "How You Like Me Now" użyto sampli z "Let a Woman Be a Woman" grupy Dyke & the Blazers. "Oh No! Not You Again" naśladuje garage rocka, natomiast "Girl" to kombinacja zwykłej mowy i rapu.
Muzycy często pozostawiają w nagraniach drobne błędy oraz niedoskonałości, które popełniają podczas sesji, gdyż uważają, że to dodaje muzyce duszy.

## Telewizja i film
"How You Like Me Now?" pojawiło się w wielu różnych serialach: szóstym sezonie Ekipy; czwartym odcinku serialu Community; trzecim odcinku Nowych Glin i drugim sezonie Białych kołnierzyków. Utwór był również wykorzystany przy promowaniu serialu Outlaw filmu Horrible Bosses, wystąpił też w filmie The Fighter. Znalazł się także na soundtracku do MLB The Show 2012, i był grany podczas finałowego ujęcia Victoria's Secret 2010 Fashion Show.
Zespół wykonał również tę piosenkę na żywo w programie Late Show with David Letterman 18 stycznia 2010 roku. David Letterman był pod tak wielkim wrażeniem, że poprosił artystów o bis, co zdarzyło się pierwszy raz w historii jego programu. Podczas tego występu skład grupy wzmocniła sekcja trębaczy z Sharon Jones & The Dap-Kings. 9 czerwca 2010 "How You Like Me Now?" zostało użyte w mix'ie otwierającym imprezę sportową Hockey Night in Canada podczas rozgrywek o Puchar Stanleya. Utwór pojawił się także w soundtracku do gry "Driver: San Francisco" wraz z piosenkami "The Sleeping Ignoramus" i "The Big Bad Wolf". Ta ostatnia była również podkładem muzycznym napisów końcowych w serialu "Luther" 14 czerwca 2011 roku. Utwór "Don't say nothing" znalazł się na soundtracku gry "FIFA 13".
"That Kind of Man" - utwór z pierwszej płyty The Heavy - wystąpił w "Filthy Lucre", odcinku serialu Californication. "Short Change Hero" - z drugiego albumu - został użyty w promowaniu serialu Przystań kanału SciFi Universal oraz w filmie Faster. Dodatkowo, "Short Change Hero" użyto w marcu 2011, w trailerze gry Batman: Arkham City. W najnowszym serialu HBO "Operacja Świt ( Strike back ) duży fragment został wykorzystany w czołówce. Piosenka została także wykorzystana w intrze gry Borderlands 2.

## Dyskografia

### Albumy studyjne
- Great Vengeance and Furious Fire (2007)
- The House That Dirt Built (2009)
- The Glorious Dead (2012)
- Hurt & the Merciless (2016)
- Sons (2019)

### Single
- "That Kind of Man" (2007)
- "Set Me Free" (2008)
- "Oh No! Not You Again!" (2009)
- "Sixteen" (2009)
- "How You Like Me Now?" (2009)
- "No Time" (2009)

### Kompilacje
- Verve Remixed Christmas (2008)
- Johnny Cash Remixed (2009)